# Gotra emaculata
Gotra emaculata là một loài tò vò trong họ Ichneumonidae.